# 镘瓣景天
镘瓣景天（学名：Sedum trullipetalum）是景天科景天属的植物。分布在锡金、尼泊尔以及中国大陆的四川、西藏、云南等地，生长于海拔2,700米至4,200米的地区，多生长于山顶草地、山坡以及干地上，目前尚未由人工引种栽培。

## 异名
- Sedum trullipetalum Hook. f. et Thoms. var. ciliatum Frod.